# سازمان خدمات هواشناسی سنگاپور
ماموریت سازمان هواشناسی سنگاپور  مشاهده و درک تاثیر آب و هوا و اقلیم  در سنگاپور و ارائه خدمات در حمایت از نیازهای ملی و همکاری بین‌المللی است.
این سازمان سوابق ملی هواشناسی بلند مدت را جمع آوری و نگهداری می کند ، خدمات آب و هوایی و اقلیمی قابل اعتمادی را ارائه می دهد. این سازمان همچنین تحقیقاتی را برای پیشبرد درک و پیش بینی وضعیت آب و هوا و شرایط سنگاپور و منطقه انجام می دهد. این سازمان ارزیابی و تأثیر خطرات طبیعی زیست محیطی را انجام می دهد. 
این سازمان بخشی از آژانس ملی محیط زیست ، سنگاپور است .

## تاریخ
جدول زمانی زیر پیشرفت های عمده MSS را نشان می دهد. 
- 2013: MSS با راه اندازی مرکز تحقیقات آب و هوا سنگاپور (CCRS) وارد مرحله جدیدی از تحقیق و توسعه شد [۳]
- 2002: MSS بخشی از آژانس ملی محیط زیست تحت وزارت محیط زیست و منابع آب شد
- 1993: مرکز تخصصی هواشناسی ASEAN (ASMC) به میزبانی MSS راه اندازی شد. [۴]
- 1981: هنگامی که فرودگاه چانگی در سال 1981 افتتاح شد ، دفتر پیش بینی در آنجا منتقل شد و پس از آن مقر MSS در سال 1983 قرار گرفت
- 1972: MSS شروع به دریافت داده های زمان واقعی از ماهواره های هواشناسی در فضا کرد
- 1969: خدمات هواشناسی سنگاپور (MSS) به عنوان دپارتمان وزارت ارتباطات تازه تأسیس تاسیس شد
- 1966: سنگاپور به سازمان جهانی هواشناسی (WMO) ، آژانس تخصصی سازمان ملل متحد پیوست
- 1965: هنگامی که سنگاپور به استقلال رسید ، خدمات هواشناسی در سنگاپور تحت دفتر معاون نخست وزیر وقت قرار گرفت
- 1953: رصدخانه هوای علیا برای ایجاد مشاهدات هوای فوقانی با استفاده از رادیوسوندهای بالونی ایجاد شد
- 1948: اولین رادار هواشناسی در سنگاپور ، قادر به شناسایی ابرهای بارانی تا 240 کیلومتر دورتر ، در فرودگاه کالنگ نصب شد
- 1937: با راه اندازی یک دفتر پیش بینی در فرودگاه کالانگ ، یک سرویس هواشناسی در مقیاس کامل تأسیس شد
- 1931: ستاد خدمات هواشناسی مالایا از کوالالامپور به سنگاپور منتقل شد
- 1930: شعبه هواشناسی به عنوان سرویس هواشناسی مالایا تشکیل شد و به مالایای انگلیس از جمله سنگاپور خدمت می کرد
- 1929: اولین ایستگاه هواشناسی در مقیاس کامل در کوه فابر راه اندازی شد. شروع ثبت دمای سنگاپور.
- 1927: یک شعبه هواشناسی به طور رسمی در بخش بررسی مالایی تاسیس شد
- 1869: شروع سوابق بارندگی سنگاپور.

## بخش
بخشهای اصلی در MSS عبارتند از:
- مرکز تحقیقات آب و هوا سنگاپور (CCRS). CCRS تحقیقات اقلیمی و گرمسیری را با تمرکز بر منطقه جنوب شرقی آسیا انجام می دهد.
- گروه سیستم های هواشناسی (MSD). MSD به منظور تأمین نیازهای عملیاتی و فنی MSS از تجهیزات هواشناسی ، سیستم های رایانه ای و تاسیسات کلیدی پشتیبانی می کند.
- بخش ریسک و منابع (RRD). RRD خطرات را تجزیه و تحلیل کرده و تأثیر آنها را از زاویه سازمانی / سازمانی و همچنین خطرات مربوط به خطرات زیست محیطی / طبیعی ارزیابی می کند.
- بخش خدمات آب و هوا (WSD). WSD پیش بینی ها ، هشدارها ، نظارت و ارزیابی آب و هوا را فراهم می کند. این اطلاعات را به بخشهای مهم مانند هواپیمایی کشوری ، نظامی ، دریایی ، آژانسهای خصوصی / عمومی و عموم مردم ارائه می دهد.